# Knopfhammer
Knopfhammer ist ein Gemeindeteil der Stadt Gefrees im Landkreis Bayreuth (Oberfranken, Bayern). Knopfhammer liegt in der Gemarkung Kornbach.

## Geografie
Die Einöde liegt am Kornbach, einem linken Zufluss des Lübnitzbachs, und dem Kornbächlein, das hier als rechter Zufluss in den Kornbach mündet. Die Staatsstraße 2180 führt nach Kornbach (0,9 km östlich) bzw. nach Gefrees (2,9 km westlich). Die Kreisstraße BT 45/HO 39 führt nach Tannenreuth (1,6 km nordöstlich).

## Geschichte
Der Hammer wurde im Jahr 1499 erstmals urkundlich erwähnt; er galt damals als Grenzpunkt zwischen dem Stadtvogteiamt Gefrees und dem Stadtvogteiamt Weißenstadt. 1536 war ein Hans Knopf der Besitzer des Blechhammers, der dann nach ihm benannt wurde. Die Hammerschmiede war bis 1822 im Betrieb.
Gegen Ende des 18. Jahrhunderts bestand Knopfhammer aus 3 Anwesen. Die Hochgerichtsbarkeit stand dem bayreuthischen Stadtvogteiamt Gefrees zu. Das bayreuthische Kastenamt Gefrees war Grundherr des Hammergutes.
Von 1797 bis 1810 unterstand Knopfhammer dem Justiz- und Kammeramt Wunsiedel. Infolge des Ersten Gemeindeedikts wurde Knopfhammer dem 1811 gebildeten Steuerdistrikt Zettlitz und der 1812 entstandenen Ruralgemeinde Kornbach zugewiesen. Im Zuge der Gebietsreform in Bayern wurde Knopfhammer am 1. Juli 1972 nach Gefrees eingemeindet.

### Baudenkmäler
- Haus Nr. 1: Ehemaliges Hammerherrenhaus

ehemaliges Baudenkmal
- Haus Nr. 2: Frackdachhaus wohl des 18. Jahrhunderts, Erdgeschoss massiv, Obergeschoss verschalt.[9]

### Einwohnerentwicklung
| Jahr      | 001812 | 001819 | 001861 | 001871 | 001885 | 001900 | 001925 | 001950 | 001961 | 001970 | 001987 |
| Einwohner | 15     | 16     | 13     | 33     | 24     | 20     | 15     | 27     | 12     | 5      | 4      |
| Häuser    | 2      |        |        |        | 2      | 2      | 2      | 2      | 2      |        | 2      |
| Quelle    | [ 7 ]  | [ 11 ] | [ 12 ] | [ 13 ] | [ 14 ] | [ 15 ] | [ 16 ] | [ 17 ] | [ 18 ] | [ 19 ] | [ 1 ]  |

## Religion
Knopfhammer war ursprünglich nach St. Matthäus (Bischofsgrün) gepfarrt und ist seit der Reformation ist der Ort evangelisch-lutherisch geprägt. Seit dem 19. Jahrhundert ist die Pfarrei St. Johannes der Täufer (Gefrees) zuständig.